# إتروليزوماب
إتروليزوماب هو جسم مضاد وحيد النسيلة مأنسن طورته جننتك لعلاج داء الأمعاء الالتهابي.